# Kokoria
Kokoria (ros. Кокоря) – wieś w Rosji, w Republice Ałtaju, w rejonie kosz-agackim. W 2010 liczyła 1056 mieszkańców.